# Chalcides ebneri
Chalcides ebneri е вид влечуго от семейство Сцинкови (Scincidae). Видът е критично застрашен от изчезване.

## Разпространение
Разпространен е в Мароко.

## Описание
Популацията на вида е намаляваща.